# Marcus Hannesbo
Marcus Serup Hannesbo (11 maggio 2002) è un calciatore danese, centrocampista del Vendsyssel.

## Carriera
Cresciuto nel settore giovanile dell'Aalborg, debutta in prima squadra il 4 marzo 2020 in occasione dell'incontro di DBUs Landspokalturnering vinto 2-0 contro il Copenaghen.

## Statistiche

### Presenze e reti nei club
Statistiche aggiornate al 3 ottobre 2021.
| Stagione        | Squadra         | Campionato      | Campionato | Campionato | Coppe nazionali | Coppe nazionali | Coppe nazionali | Coppe continentali | Coppe continentali | Coppe continentali | Altre coppe | Altre coppe | Altre coppe | Totale | Totale |
| Stagione        | Squadra         | Comp            | Pres       | Reti       | Comp            | Pres            | Reti            | Comp               | Pres               | Reti               | Comp        | Pres        | Reti        | Pres   | Reti   |
| --------------- | --------------- | --------------- | ---------- | ---------- | --------------- | --------------- | --------------- | ------------------ | ------------------ | ------------------ | ----------- | ----------- | ----------- | ------ | ------ |
| 2019-2020       | Aalborg         | SL              | 0          | 0          | CD              | 1               | 0               |                    | -                  | -                  |             | -           | -           | 1      | 0      |
| 2020-2021       | Aalborg         | SL              | 17         | 2          | CD              | 0               | 0               |                    | -                  | -                  |             | -           | -           | 17     | 2      |
| 2021-2022       | Aalborg         | SL              | 8          | 0          | CD              | 2               | 2               |                    | -                  | -                  |             | -           | -           | 10     | 2      |
| Totale carriera | Totale carriera | Totale carriera | 25         | 2          |                 | 3               | 2               |                    | -                  | -                  |             | -           | -           | 28     | 4      |